# Histricostoma argenteolunulatum
Espèce
Synonymes
- Nemastoma dentipalpe argenteolunulata Canestrini, 1875

Histricostoma argenteolunulatum est une espèce d'opilions dyspnois de la famille des Nemastomatidae.

## Distribution
Cette espèce se rencontre en Italie péninsulaire et insulaire et en France en Corse.

## Description
Les mâles mesurent de 1,9 à 2,2 mm et les femelles de 2,2 à 2,6 mm.

## Systématique et taxinomie
Cette espèce a été décrite sous le protonyme Nemastoma dentipalpe argenteolunulata par Canestrini en 1875. Elle est élevée au rang d'espèce par Simon en 1882. Elle est placée dans le genre Carinostoma par Šilhavý en 1969 puis dans le genre Histricostoma par Gruber en 1976.

## Publication originale
- Canestrini, 1875 : « Intorno ai Chernetidi ed Opilionidi della Calabria. » Atti della Accademia Scientifica Veneto-Trentino-Istriana, vol. 4, p. 1–12.